# 丹尼尔·布隆伯格
丹尼尔·布隆伯格（英語：Daniel J. Bloomberg）为一位美国音讯工程师，奥斯卡奖获得者。他在最佳音响效果奖上取得了8次提名。布隆伯格于1934年首次在好莱坞参与电影制作，18年后在约翰·福特的蓬门今始为君开中获得最后一次奥斯卡提名。在此期间，他参与了狄克·特雷西和佐罗系列的几部电影的制作。
虽然他的作品主要局限于B级片，但布隆伯格享有获得5项奥斯卡技术奖项以及8项奥斯卡奖提名的荣誉。他还在1945年因设计和建造具有最先进声学效果的音乐评分礼堂而获得了荣誉奖。
布隆伯格与屡获殊荣的英国女演员和选美冠军尤金妮·普雷斯科特·布隆伯格（Eugenie Prescott Bloomberg）（出生于1909年，柴郡，英国）结婚，其电影作品包括崛起的一代（1928）、飞行队（1929）和掘金者（1931）。

## 精选影视作品
布隆伯格获得过5次奥斯卡奖，并在最佳音效奖中获得7项提名。
提名：
- 飞虎队（英语：Flying Tigers (film)） (1942)（最佳音效和最佳视觉效果）[3]
- 在古老的俄克拉荷马州（英语：In Old Oklahoma） (1943)[4]
- 巴西（英语：Brazil (1944 film)） (1944)[5]
- 巴巴利海岸的火焰（英语：Flame of Barbary Coast） (1945)[6]
- 月升时分（英语：Moonrise (film)） (1948)[7]
- 硫黄岛浴血战 (1949)[8]
- 蓬门今始为君开 (1952)[9]